# Morganella polyctena
Morganella polyctena är en insektsart som beskrevs av Sadao Takagi 2003. Morganella polyctena ingår i släktet Morganella och familjen pansarsköldlöss.
Artens utbredningsområde är Filippinerna. Inga underarter finns listade i Catalogue of Life.